# Takeshi Okamoto
Takeshi Okamoto (岡本 剛史 Okamoto Takeshi?, nacido el 27 de mayo de 1991 en Ehime) es un exfutbolista japonés.J. League. Jugaba de delantero y su último club fue el FC Imabari de Japón.

## Trayectoria

### Clubes
| Club       | País  | Año         |
| ---------- | ----- | ----------- |
| Ehime FC   | Japón | 2009 - 2011 |
| FC Imabari | Japón | 2012 - 2015 |

## Estadística de carrera

### J. League
| Club     | Año   | J. League | J. League | Copa J. League | Copa J. League | Total | Total |
| Club     | Año   | Part.     | Goles     | Part.          | Goles          | Part. | Goles |
| -------- | ----- | --------- | --------- | -------------- | -------------- | ----- | ----- |
| Ehime FC | 2009  | 1         | 0         | -              | -              | 1     | 0     |
| Ehime FC | 2010  | 0         | 0         | -              | -              | 0     | 0     |
| Ehime FC | 2011  | 0         | 0         | -              | -              | 0     | 0     |
| Total    | Total | 1         | 0         | 0              | 0              | 1     | 0     |